# Henry Paget (1768-1854)
Henry William Paget (Londen, 17 mei 1768 - Uxbridge House, Londen, 29 april 1854), ten tijde van de Slag bij Waterloo de 2e graaf van Uxbridge en later 1e markies van Anglesey, was een Brits generaal. Hij verloor in de slag bij Waterloo, waar hij de Hannoveraanse en Britse cavalerie aanvoerde, een van zijn benen.
Op 27 augustus 1815 benoemde koning Willem I der Nederlanden hem tot commandeur in de Militaire Willems-Orde.

## Biografie

### Vroege carrière
Hij werd geboren als de oudste zoon van Henry Paget, de eerste graaf van Uxbridge, en diens echtgenote Jane Champagné. Zijn jongere broers Edward en Charles zouden later ook in het leger gaan vechten. In 1790 werd hij lid van het Britse Lagerhuis. Drie jaar later wist hij een divisie vrijwilligers bij elkaar te brengen en nam hij deel aan de militaire campagne in de Lage Landen. In 1799 voerde hij tijdens de Slag bij Castricum de cavalerie aan.

### Militaire loopbaan
In 1802 volgde de benoeming tot majoor-generaal en zes jaar later tot luitenant-generaal. Na het uitbreken van de Spaanse Onafhankelijkheidsoorlog diende hij onder John Moore als generaal van de cavalerie en won met zijn cavalerie de Slag bij Sahagún. In 1809 werd hij teruggeroepen en aangesteld als generaal van de infanterie tijdens de Walcherenexpeditie. Drie jaar later erfde hij van zijn vader de titel graaf van Uxbridge.
Ten tijde van de Honderd Dagen kreeg Paget het commando over de cavalerie onder het opperbevelhebberschap van Arthur Wellesley, de hertog van Wellington. Tijdens de Slag bij Waterloo werd zijn rechterbeen geraakt door een kanonschot, waardoor hij het moest laten amputeren. Na afloop werd hij verheven tot markies van Anglesey. In de gelijknamige plaats werd door de architect Thomas Harrison voor hem een 27 meter hoog monument opgericht voor zijn heldendaden.

### Latere jaren
Na de kroning van George IV van het Verenigd Koninkrijk in 1821 werd Paget benoemd tot lord High Steward. In het kabinet-Wellington werd hij in 1828 benoemd tot Lord Lieutenant of Ireland. Deze functie moest hij na een jaar inleveren na de val van het kabinet, maar bij de intrede van het kabinet-Grey kreeg hij zijn functie in Ierland terug. Onder zijn leiding kwam er in Ierland staatsonderwijs voor 400.000 kinderen. Na drie jaar trad het kabinet af en moest Paget zijn functie opnieuw neerleggen. In 1846 werd hij benoemd tot veldmaarschalk en in 1852 ging hij met pensioen. Op 29 april 1854 stierf hij aan een beroerte in zijn huis in Londen. Hij werd begraven in de kathedraal van Lichfield.

## Militaire loopbaan
- Tijdelijke rang van Lieutenant-colonel-commandant: december 1793[2]
- Lieutenant: 14 april 1795[3]
- Captain: 14 april 1795[4]
- Major: 23 mei 1795[5]
- Lieutenant colonel: 30 mei 1795[6]
- Colonel: 14 mei 1796[7]
- Major-general: 29 april 1802
- Lieutenant-general: 7 mei 1808[8]
- General: 12 augustus 1819[9]
- Field Marshal: 9 november 1846[10]

## Onderscheidingen
- Ridder in de Orde van de Kousenband op 13 maart 1818[11]
- Ridder grootkruis in de Orde van het Bad op 2 januari 1815[12]
- Ridder grootkruis in de Koninklijke Orde van de Welfen in 1816[13]
- Gouden Legerkruis
- Waterloomedaille in 1815
- Ridder in de Orde van Sint-George op 21 augustus 1815[13]
- Ridder in de Militaire Orde van Maria Theresia op 21 augustus 1815[13]